# Дамсхаген
Дамсхаген (њем. Damshagen) општина је у њемачкој савезној држави Мекленбург-Западна Померанија. Једно је од 91 општинског средишта округа Нордвестмекленбург. Према процјени из 2010. у општини је живјело 1.406 становника. Посједује регионалну шифру (AGS) 13058118.

## Географски и демографски подаци
Дамсхаген се налази у савезној држави Мекленбург-Западна Померанија у округу Нордвестмекленбург. Општина се налази на надморској висини од 14 метара. Површина општине износи 38,4 km². У самом мјесту је, према процјени из 2010. године, живјело 1.406 становника. Просјечна густина становништва износи 37 становника/km².